# Кугубаєв Сергій В'ячеславович
Сергі́й В'ячесла́вович Кугуба́єв (2 жовтня 1988, Йошкар-Ола) — біатлоніст марійського походження, дворазовий призер чемпіонату РФ, чемпіон Європи серед юніорів (2009), чемпіон світу з літнього біатлону серед юніорів (2009).

## Біографія
Народився в Йошкар-Олі, де навчалися його батьки. У дворічному віці з родиною переїхав у село Калтаси в Башкортостані. В дитинстві займався лижними гонками, а з 13 років — біатлоном у Калтасинській ДЮСШ. Тренувався під керівництвом свого батька В. І. Кугубаєва і В. Нікітіна, а в молодіжній збірній — А. В. Касперовича. На внутрішніх змаганнях представляв Башкортостан і спортивне товариство «Динамо».
Неодноразово був призером юнацьких першостей Росії з лижних гонок та біатлону.
На юніорському чемпіонаті світу 2009 року в Кенморі зайняв 29-те місце в спринті і 20-те — у гонці переслідування. У тому ж році на юніорському чемпіонаті Європи в Уфі став 10-м у спринті, п'ятим — в пасьюті і завоював золото в естафеті у складі збірної Росії разом з Назіром Рабадановим, Тимофієм Лапшиним і Олексієм Волковим.
У 2009 році на чемпіонаті світу з літнього біатлону серед юніорів в Оберхофі завоював золоті медалі в змішаній естафеті у складі російської команди разом з Анастасією Загоруйко, Анастасією Калиною і Павлом Магазеєвим. В особистих видах посів восьме місце у спринті і 11-е — у гонці переслідування.
На дорослому рівні провів лише один сезон. На чемпіонаті Росії став дворазовим срібним призером у 2010 році в командній гонці та естафеті у складі команди Башкортостану.
У 2010 році завершив спортивну кар'єру.

## Родина
Батько, В'ячеслав Імасевич Кугубаєв, був тренером Сергія, в подальшому працював головою комітету по фізичній культурі, спорту і туризму Адміністрації муніципального району «Калтасинський район». Молодший брат Андрій (нар. 1995) також займається біатлоном.